# Voices (album de Mike Stern)
Albums de Mike Stern
Play
(1999) These Times
(2004)
Voices est un album de Mike Stern publié le 4 septembre 2001. Tous les morceaux sont des compositions de Stern à l'exception de "The River" composé par Stern et Richard Bona.

## Musiciens
- Mike Stern : guitare
- Jim Beard : piano
- Richard Bona : chant, basse, kalimba
- Michael Brecker : saxophone
- Dennis Chambers : batterie
- Vinnie Colaiuta : batterie
- Chris Minh Doky : Contrebasse
- Bob Franceschini : saxophone
- Lincoln Goines : basse
- Philip Hamilton : chant
- Jon Herington : guitare rythmique
- Élisabeth Kontomanou : chant
- Arto Tuncboyaciyan : percussion, chant

## Titres
- One World - 6:25
- The River - 6:29
- Slow Change - 7:15
- Wishing Well - 6:12
- Still There - 7:33
- Spirit - 6:38
- What Might Have Been - 5:33
- Leni's Smile - 5:33
- Way Out East - 7:05